# Hippolyte Marié-Davy
Edme Hippolyte Marié-Davy est un scientifique et inventeur français né à Clamecy dans la Nièvre le 28 avril 1820 et mort à Dornecy le 26 juillet 1893. Il apporta de nombreuses contributions en météorologie, en électricité et est l'auteur de plusieurs inventions.

## Jeunesse et éducation
Hippolyte fait ses études à Clamecy puis à Moulins. Brillant élève, à la suite d'un concours, il obtient en 1838 une bourse et rentre au collège rollin.
En 1840, titulaire de deux baccalauréats en sciences et en lettres, il est reçu premier à l'École Polytechnique et à l'École Normale Supérieure. Il choisit l'École normale supérieure et en sort major de promotion en 1844, titulaire de l'agrégation de sciences physiques et mathématiques.

## Travaux et inventions
Le 26 septembre 1844, Edme Hippolyte Marié épouse Julie-Marie-Joséphine Davy de La Chevry et ajoute à son nom celui de Davy.
En 1845, il est nommé, avec dispense d’âge (il a 25 ans), professeur à la faculté des Sciences de Montpellier. Il y obtient son doctorat en médecine et est nommé professeur à la faculté de Médecine de Montpellier. Il mène à l'université de Montpellier, des travaux en électricité, en optique et en météorologie.
En 1851, à la suite du coup d'État de Louis-Napoléon Bonaparte, il quitte Montpellier pour enseigner au lycée Bonaparte à Paris. Il y mène des recherches sur l'électricité et invente, en 1854, les piles au bisulfate de mercure qui porte son nom la pile Marié-Davy. Ce type de pile fut utilisé sur la plupart des lignes télégraphiques en France.
La même année, Marié-Davy inventa un type de moteur électrique,. Un prototype de ce moteur fut construit. Il développait 1 ch.
En 1854, il inventa également le premier périscope sous la forme d'un tube vertical muni à chaque extrémité de deux miroirs à 45°,,,.
Sur la base de ces travaux, il proposa le concept d'un sous-marin dont l'hélice serait mue par un moteur électrique alimenté par une pile électrique.
En 1858, il invente un appareil de tissage, qui sera utilisé industriellement dans le nord.
En 1862, il est nommé à l'observatoire de Paris et devient, en 1863, chef du service météorologique international. Il découvre les dépressions, qu'il nomme "bourrasques", et réalise les première cartes des isobares.
En 1873, il est nommé directeur de l’Observatoire de Montsouris ou il poursuit ses travaux en météorologie jusqu'à sa retraite en 1888.

## Ouvrages
- Hippolyte Marié-Davy, Recherches théoriques et expérimentales sur l'électricité considérée au point de vue mécanique, Paris, V. Masson, 1861, 262 p. (disponible sur Internet Archive).
- Hippolyte Marié-Davy, Les Mouvements de l'atmosphère et des mers considérés au point de vue de la prévision du temps, Paris, V. Masson, 1866, 566 p. (disponible sur Internet Archive).
- Hippolyte Marié-Davy, Météorologie et Physique Agricoles, Paris, Librarie Agricole de la Maison Rustique, 1873, 371 p..

- Hippolyte Marié-Davy, Les mouvements de l'atmosphère et les variations du temps, Paris, G. Masson, 1877, 592 p. (disponible sur Internet Archive).

## Distinctions
- Chevalier de la Légion d'honneur (1859)